# Galactia mississippiensis
Galactia mississippiensis là một loài thực vật có hoa trong họ Đậu. Loài này được (Vail) Rydb. miêu tả khoa học đầu tiên năm 1932.